# СУ-85
СУ-85 је совјетски самоходни против-тенковски топ из Другог светског рата.

## Историја
Појава немачког тенка Тигар довела до потребе за специјализованим против-тенковским возилима, што СУ-122 и СУ-76 нису могли да испуне. Већ у мају 1943. почело је наоружавање СУ-122 ПТ топом од 85 mm и тако је настало ново возило - СУ-85. До марта 1944. произведено је 2.660 примерака, када је замењен моћнијим СУ-100.

## Карактеристике
СУ-85 се састојао од шасије Т-34 на којој је подигнут фиксиран заклон у који је убачен против-тенковски топ Д-5С калибра 85 mm, што га је чинило ефикасним ловцем тенкова. За разлику од претходника, СУ-122, посада је имала 4 члана : састојала се од возача и нишанџије (иза њега) на левој страни, командира на десној, и једног пуниоца позади. Возило је имало 48 метака за топ, а није било споредног оружја (митраљеза). Прелазна верзија према моћнијем ловцу тенкова СУ-100 био је СУ-85М: нова шасија СУ-100 провизорно наоружана топом Д-5С у недостатку нових ПТ топова калибра 100 mm. Већа шасија могла је да понесе више муниције за топ (60 метака).

## У борби
СУ-85 први пут је примењен у борби септембра 1943. при форсирању Дњепра, и убрзо је постао популаран због способности да уништи сваки постојећи немачки тенк у домету.